# Hôtel de ville de Minsk

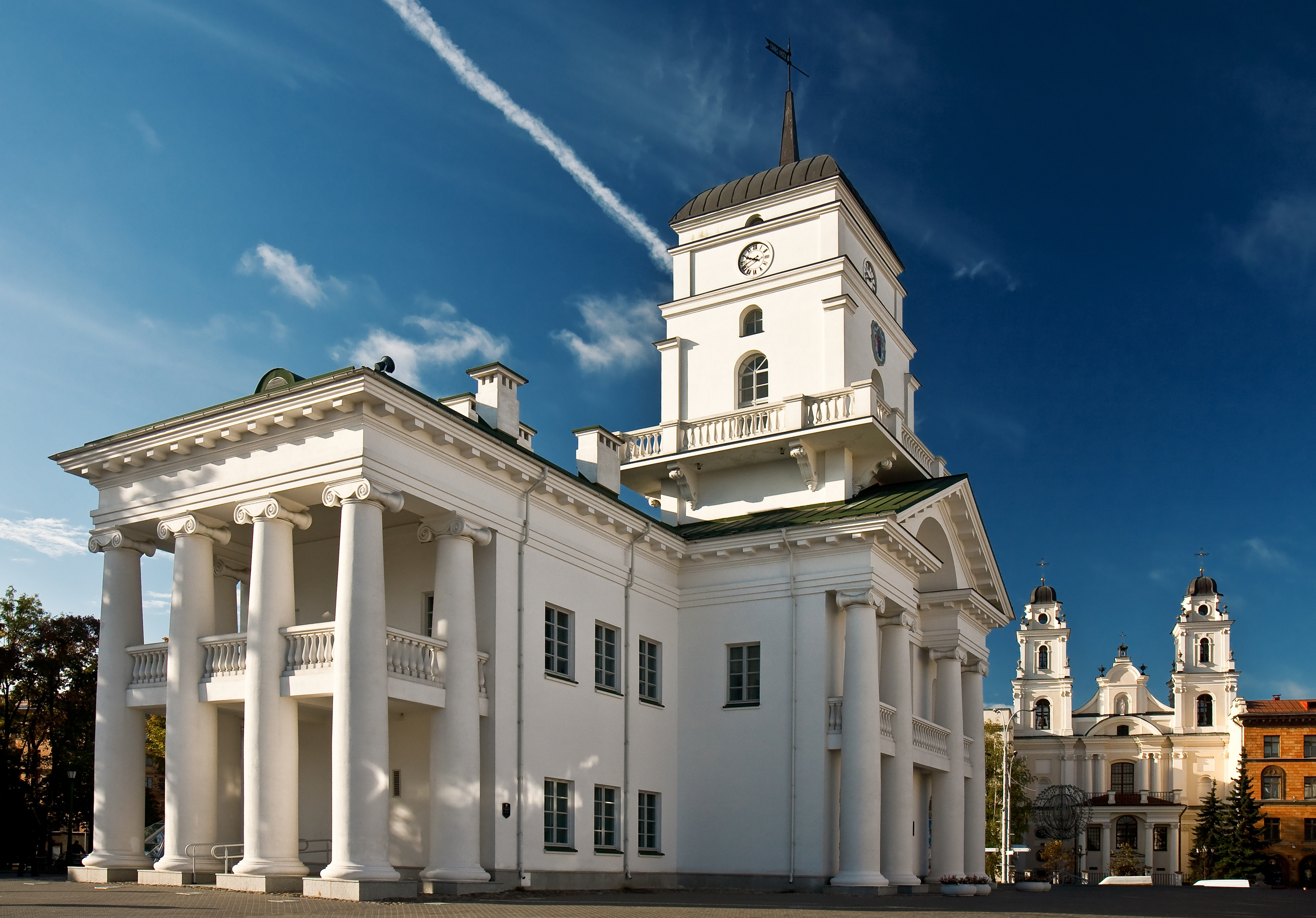
L'hôtel de ville avec, en arrière-plan, la cathédrale Sainte-Marie

L'hôtel de ville de Minsk (en biélorusse : Мінская ратуша, russe : Минская городская ратуша) est un bâtiment administratif construit en 1600 au centre de Minsk.
Jusqu'à la suppression du droit de Magdebourg par les autorités russes le 14 mai 1795, l'hôtel de ville accueillait les réunions de la magistrature, soit l'organe dirigeant de la ville. C'est là aussi qu'étaient conservés les étalons des unités de mesure de poids et de volume.

## Histoire
L'hôtel de ville sert d'abord de lieu de réunion pour la magistrature, de tribunal et d'archives. Dans les années 1830, il devient une école de musique. Il est ensuite transformé en théâtre, actif de 1844 à 1851. On y joue des pièces dramatiques et des spectacles musicaux en russe, polonais et ukrainien. C'est là qu'est jouée pour la première fois en Biélorussie la pièce Le Revizor de Gogol. Le foyer, la salle de spectacle et les loges sont signées par le décorateur officiel de la ville, I. Kouratkévitch.
Sur la place jouxtant l'hôtel de ville, s'est tenue de 1901 à la révolution de 1917 une statue d'Alexandre II.
Le bâtiment est détruit en 1857 sur ordre de l'empereur Nicolas Ier.

## Restauration
L'idée de restaurer l'hôtel de ville naît en 1980. Le projet de reconstruction des biens historiques et culturels se base sur des études scientifiques menées sur les plans, esquisses, dessins et autres documents retrouvés dans les archives de Vilnius, Varsovie, Saint-Pétersbourg ou Moscou. Les fouilles archéologiques menées en 1978 et 1988 permettent de compléter ces informations,.
C'est en 2002 que commencent les travaux de reconstruction. L'intérieur n'est pas reproduit à l'identique, mais les principaux éléments sont conservés.
Le bâtiment est ouvert aux visiteurs en 2004.

## L'hôtel de ville à l'heure actuelle
Actuellement, le rez-de-chaussée du bâtiment sert de salle d'exposition : dans la grande salle, une maquette sous verre représente le centre historique de Minsk tel qu'il était au XIXe siècle. Le premier étage, là où siégeait la magistrature, sert de salle de réception. La place adjacente à l'hôtel de ville a également été restauré, à l'exception de la statue d'Alexandre II.
La tour, d'une hauteur de 32 m, est décorée d'une horloge et du blason de la ville. Toutes les heures, la mélodie de la Chanson de Minsk du compositeur Igor Loutchenok (en) est jouée au carillon.

## Galerie

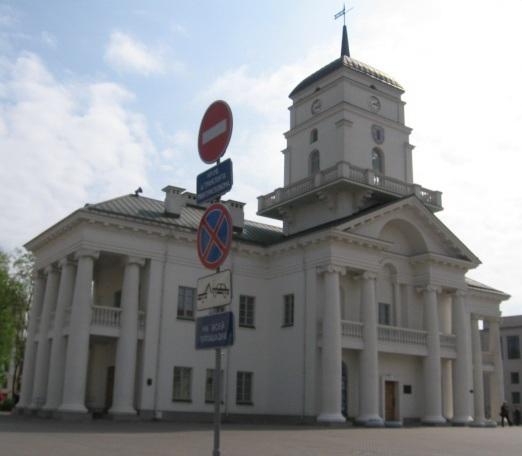
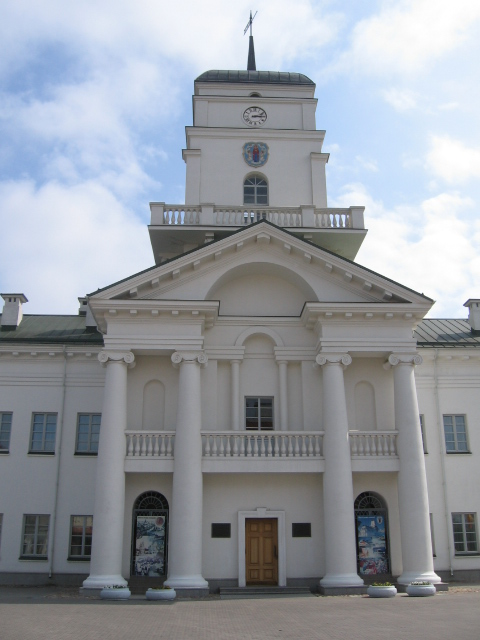
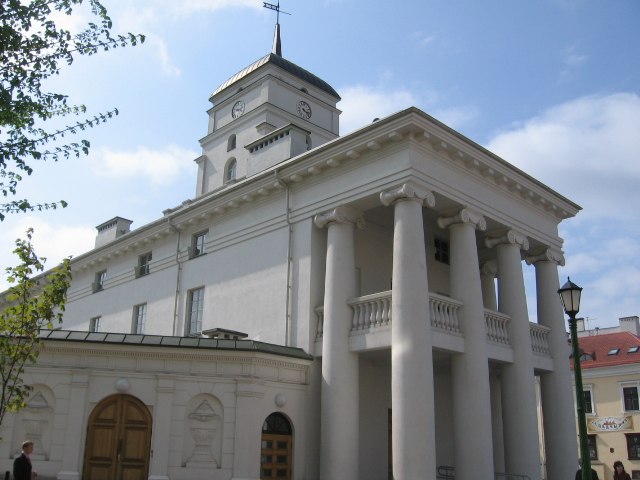
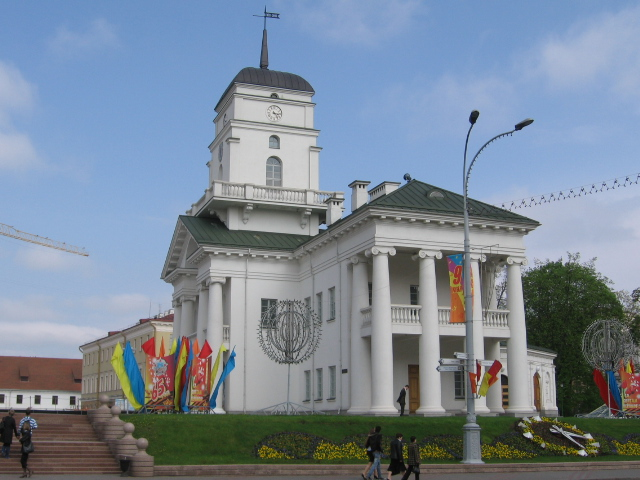
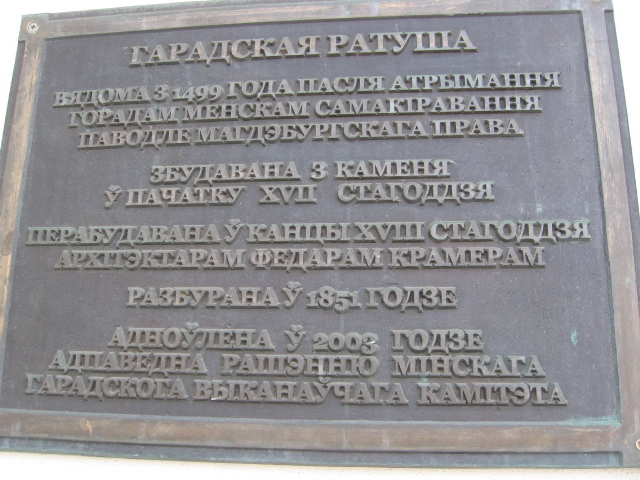
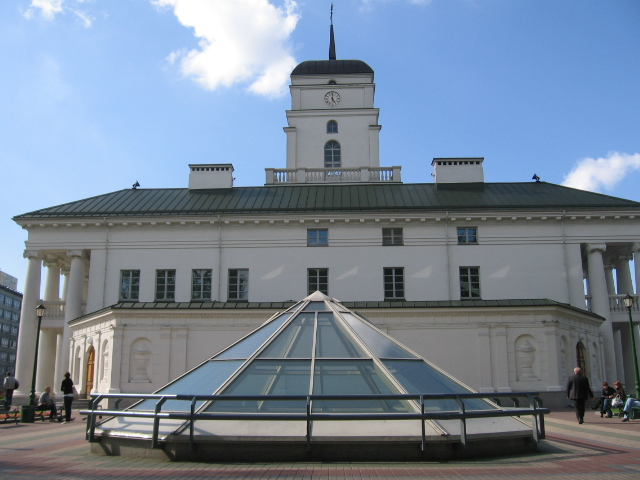